# Стрелинская
Стрелинская — деревня в Красноборском районе Архангельской области. Входит в состав Черевковского сельского поселения.

## География
Находится в юго-восточной части Архангельской области на расстоянии приблизительно 46 км на запад-северо-запад по прямой от административного центра района села Красноборск на левобережье реки Северная Двина и на левом берегу речки Лудонга.

## История
Отмечена уже только в 1939 года как деревня Черевковского сельсовета Черевковского района.

## Население
Численность населения: 47 человек (русские 98 %) в 2002 году, 42 в 2010.